# Colwyn Bay Football Club
El Colwyn Bay Football Club (en galés: Clwb Pêl-Droed Bae Colwyn) es un club de fútbol de Gales, con sede en Old Colwyn. Fue fundado en 1881 y compite en la Cymru Premier, la primera categoría del fútbol galés.

## Historia
Fue fundado en el año 1881 en la ciudad de Old Colwyn y se unieron a la North Wales Coast League en 1898. En 1901 se vieron forzados a abandonar la liga por no tener una sede donde jugar, pero al año siguiente fueron readmitidos en la liga.
En 1907 el club pasó a llamarse Colwyn Bay United y permaneció en la liga hasta que ésta fuera disuelta en 1924, pasando a jugar en la Welsh National League, la cual estuvo activa hasta 1930 y pasó a ser uno de los miembros fundadores de la North Wales Football Combination, liga que ganó en su temporada inaugural. Al año siguiente pasó a formar parte de la Birmingham & District League, donde terminó en último lugar en dos ocasiones consecutivas, y decidió pasa a jugar en la Welsh National League (North).
Al finalizar la temporada de 1991-92 el club se vio forzado a jugar en la Liga de Gales o dejar de jugar en Gales por mandato de la Asociación de Fútbol de Gales, siendo hasta 1994 que pudieron jugar el Colwyn Bay luego de verse forzados a jugar en Ellesmere Port. En 2022/23 es campeón de la Cymru North y logra el ascenso a la Welsh Premier League.

## Estadio

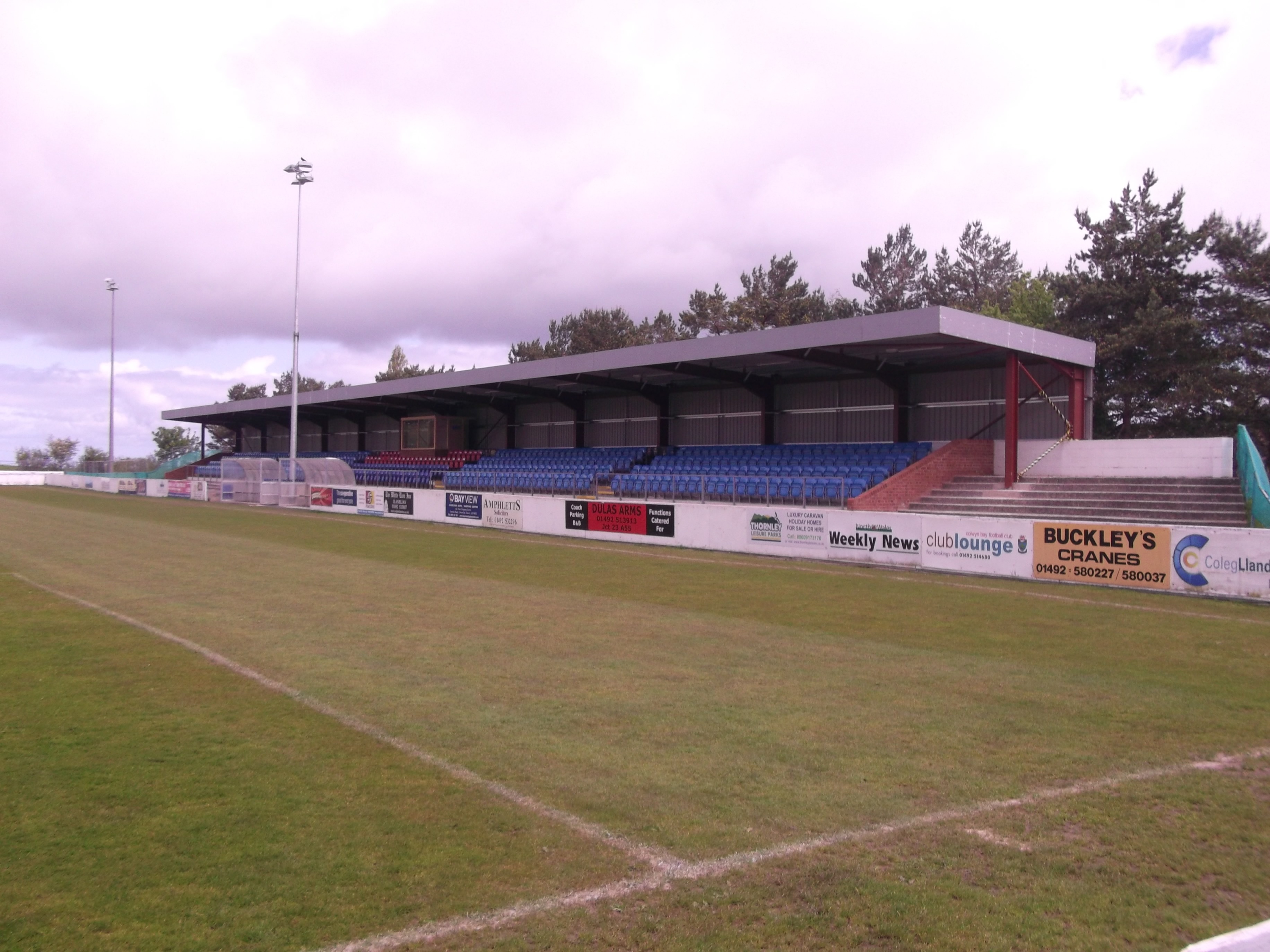
Gradería del Llanelian Road.

## Entrenadores
- Elfed Morris (1972-1974)
- Ray Jones (1975-1979)
- Jimmy Mullen (2003-04)
- Peter Davenport (2006-2007)
- Gary Finley (2007-2008)
- Steve Pope (2008)
- Neil Young (2008-2010)
- Dave Challinor (2010-2011)
- Jon Newby (2011-2013)
- Frank Sinclair (2013-2015)
- Ashley Hoskin (2015)
- Phil Hadland (2016-2017)
- Alan Morgan (2017-2018)
- Craig Hogg (2018-2021)
- Steve Evans (2022-2024)

## Palmarés

### Torneos nacionales
- Segunda División de Gales (2): 2022-23, 2024-25
- Copa de la Liga de Segunda División Norte (1): 2022-23
- Northern Premier League Division One (1): 1991-92
- Copa de la Liga de la Northern Premier League Division One (1): 1991-92
- Copa de la Liga de la North West Counties League (1): 1988-89

### Torneos locales
- Liga del Norte de Gales (4): 1964-65, 1980-81, 1982-83, 1983-84